# زوئی دیگر
زوئی دیگر (به انگلیسی: The Other Zoey) یک فیلم کمدی رمانتیک آمریکایی محصول سال ۲۰۲۳ به کارگردانی سارا زندیه و نویسندگی مت تِیبَک است. در این فیلم جوزفین لانگفورد، درو استارکی، آرچی رنو، مالوری جانسون، پاتریک فابیان، هدر گراهام و اندی مک‌داول به ایفای نقش می‌پردازند.
زمانی که زک مک‌لارن، ستاره فوتبال مدرسه، دچار فراموشی می‌شود و زوئی میلر را با دوست‌دخترش که نام او نیز زوئی است اشتباه می‌گیرد، زندگی عاشقانه زوئی میلر زیر و رو می‌شود.
این فیلم در ۲۰ اکتبر ۲۰۲۳ در سینماهای محدود و در آمازون پرایم ویدیو، هم در قالب رسانه جاری و هم به صورت ویدئو به‌درخواست منتشر شد.

## داستان
زوئی میلر، دانش‌آموز باهوش ارشد کامپیوتر در کالج کوئینز، به مفهوم سنتی عشق رمانتیک اعتقادی ندارد، بلکه باور دارد که داشتن طرز فکر مشابه کلید اصلی است. در روز ولنتاین، او با ارائه هم‌کلاسی‌اش بکا درباره سنت ولنتاین در کلاس تاریخ مخالفت می‌کند و می‌گوید که ولنتاین محصول فرهنگ سرمایه‌داری است. او اپلیکیشنی طراحی کرده است که به طور موثری افراد را بر اساس الگوریتم با هم مطابقت می‌دهد.
هنگامی که زوئی با هم‌اتاقی و دوستش اِل، در حال عبور از محوطه دانشگاه است، زک مک‌لارن، ستاره فوتبال مدرسه، به طور تصادفی توپی را به سر او پرتاب می‌کند. زک به سمت او می‌دود، عذرخواهی می‌کند و به زوئی پیشنهاد می‌دهد که او را نزد دکتر ببرد تا سرش را ببیند. ال آن را به عنوان نوعی ملاقات بامزه می‌بیند، اما زوئی آن را نادیده می‌گیرد. در کلاس بعدی، هنگامی که پروفسور دیگری بحث عشق را مطرح می‌کند، پسری با موی تیره دیدگاهی تقریباً مشابه با زوئی دارد، اما قبل از اینکه زوئی بتواند به او چیزی بگوید ناپدید می‌شود.
در حالی که زوئی به مناسبت ولنتاین در حال تماشای فیلم‌های کمدی رمانتیک به همراه ال است، مادر زویی پائولا  زنگ می‌زند و زوئی در مخالفت با دیگران، دوباره نفرت خود را از این ژانر بیان می‌کند. او آن‌ها را فرمولی و ساختگی می‌داند.
زک به کتابفروشی‌ای که زوئی در آن کار می‌کند می‌آید. او پس از سفارش کتاب، کارت اعتباری خود را در مغازه جا می‌گذارد. زوئی به دنبال او می‌دود تا کارت را به او پس بدهد. ناگهان زک با یک ماشینِ در حال دنده عقب گرفتن تصادف می‌کند. زوئی اولین کسی است که زک وقتی به هوش می‌آید می‌بیند، و با شنیدن نام او، او را با دوست دخترش اشتباه می‌گیرد که اتفاقاً او نیز زوئی نام دارد.
تکنسین‌های فوریت‌های پزشکی از زوئی می‌خواهند تا زک را تا بیمارستان همراهی کند زیرا حضور زوئی او را آرام می‌کند. زوئی در بیمارستان با پدر و مادر زک برخورد می‌کند. آن‌ها نیز زوئی را با دوست دختر زک اشتباه می‌گیرند، اما از آنجایی که زک فراموشی گرفته است، هیچکس متوجه این اشتباه نمی‌شود. دکتر به زوئی می‌گوید تا زمان بهبودی زک از ناراحت کردن او خودداری کند، بنابراین والدین زک زوئی را برای شام دعوت می‌کنند. او با خواهر کوچک زک، ایوری و پسر عمویش مایلز، همان پسری که در سخنرانی دیدگاه‌های مشابهی با او داشت آشنا می‌شود. زوئی به کشف چیزهای مشترک با مایلز ادامه می‌دهد. آن‌ها زوئی را برای یک آخر هفته اسکی خانوادگی دعوت می‌کنند، بنابراین او پروازش برای دیدن پائولا را لغو می‌کند تا به آن‌ها ملحق شود.
از آنجایی که زک باید در خانه اجاره‌ای بماند تا استراحت کند، زوئی به محل اسنوبرد می‌رود و مایلز به او اسنوبرد یاد می‌دهد. زوئی و مایلز متقابلاً به یکدیگر جذب می‌شوند، بنابراین آن شب در استخر آب گرم در حالی که برای مدت کوتاهی تنها هستند، همدیگر را می‌بوسند. صبح وقتی زک درباره دوست دختر مایلز صحبت می‌کند، زوئی با مایلز روبرو می‌شود، اما مایلز توضیح می‌دهد که او و دوست‌دخترش یک رابطه چندمهری دارند.
زویی که ناامید شده‌است تصمیم می‌گیرد روز خود را با همراهی زک بگذراند. از آنجایی که زک باید از نمایشگرها دوری کند، آن‌ها بازی هایی مانند جنگا و شطرنج انجام می‌دهند. حتی زک با درست کردن یک پیتزای لذیذ به همراه زوئی مهارت‌های آشپزی خود را نشان می‌دهد. در پایان روز، زوئی با زک احساس پیوند می‌کند و می‌گوید که امیدوار است او پس از از بین رفتن فراموشی‌اش به یاد بیاورد که این روز چقدر خوب بوده است.
هنگامی که آن‌ها به خانه برمی‌گردند زوئی فوتبالیست (دوست دختر اصلی زک) از راه می‌رسد و زوئی را به سرقت هویت متهم می‌کند. زوئی شرایط را توضیح می‌دهد و به خاطر فریب دادنشان معذرت‌خواهی می‌کند. در حالی که زوئی صحنه را ترک می‌کند، ایوری می‌گوید که از او بیشتر از زوئی فوتبالیست خوشش می‌آید.
در کلاس درس، شایعات عجیب و غریبی در مورد زوئی به گوش می‌رسد، و از او در حالی که نسبت به شایعات عصبانی است ویدیو گرفته می‌شود. زوئی بعدتر به ال پرخاش می‌کند، ناراحت از اینکه ال او را متقاعد کرده بود که برای مدت طولانی‌‌ای دروغ بگوید. زویی که خسته شده به خانه مادرش می‌رود. پائولا به او می‌گوید که باید شجاع باشد و به دنبال آنچه می‌خواهد برود.
زوئی یک شعر معذرت‌خواهی برای ال می‌نویسد و آن‌ها با هم آشتی می‌کنند. سپس بکا به او پیشنهاد می‌دهد که به آن‌ها در تبلیغ جشنواره جم فست کمک کند تا از این طریق آبروی از دست رفته‌‌اش را بازیابد. آن‌ها از او می‌خواهند یک وب‌سایت با برچسب‌های جغرافیایی و فیدهای ویدیوی متعدد به طور همزمان راه‌اندازی کند.
زوئی که با موفقیت وب‌سایت را بعد از یک شب کامل راه‌اندازی می‌کند، قصد دارد از خانه مراسم را تماشا کند. با این حال، ال قبل از اتمام مراسم، او را به جم فست می‌کشاند، زیرا زک نیز آنجاست. زوئی موسیقی مراسم را متوقف می‌کند و میکروفون را برمی‌دارد تا زک را صدا کند و بیابد. هنگامی که زوئی زک را پیدا می‌کند، به احساسات خود اعتراف می‌کند. زک نیز اعتراف می‌کند که به خاطر احساساتش برای او از زوئی فوتبالیست جدا شده و در همین حین آن‌ها یکدیگر را می‌بوسند.

## بازیگران
- جوزفین لانگفورد در نقش زوئی میلر[۳]
- درو استارکی در نقش زک مک‌لارن
- آرچی رنو در نقش مایلز مک‌لارن
- مالوری جانسون در نقش ال
- اندی مک‌داول در نقش کانی مک‌لارن
- پاتریک فابیان در نقش مت مک‌لارن
- هدر گراهام در نقش پائولا
- آلیو ابِرکرامبی در نقش ایوری مک‌لارن
- امالیا یو در نقش بکا
- مگی ترمون در نقش زوئی والاس
- خورخه لوپز در نقش دیگو
- گابریلا سرایوا در نقش فرانچسکا
- کریستی لین اسمیث در نقش خانم والاس

## تولید
در دسامبر ۲۰۲۱، اعلام شد که جوزفین لانگفورد، درو استارکی و آرچی رنو در این فیلم بازی می‌کنند. در اواخر همان ماه، اعلام شد که اندی مک‌داول، هدر گراهام و پاتریک فابیان به تیم بازیگران پیوسته‌اند و تولید در کارولینای شمالی آغاز شد. در ژانویه ۲۰۲۲، گزارش شد که مالوری جانسون، مگی تورمون، خورخه لوپز، گابریلا سرایوا و مالیا یو نیز به بازیگران فیلم پیوستند.

## انتشار
زوئی دیگر در ۲۰ اکتبر ۲۰۲۳ توسط برین‌استورم مدیا در سینماهای محدود اکران شد و پس از آن به صورت ویدیو به‌درخواست نیز منتشر گردید.

## بازخورد
در وبسایت راتن تومیتوز، ۸۳٪ از ۱۲ بررسی منتقدان مثبت است و این فیلم میانگینِ امتیاز ۶.۳/۱۰ را در اختیار دارد.
دنیس هاروی از ورایتی آن را "یک انحرافِ به اندازهٔ کافی دلپذیر برای کسانی که ضربات ژانر آشنا را اجرا شده توسط بازیگران جذاب معمول در محیط‌های جذاب مرسوم می‌خواهند." نامید.